# Johann Baptist Hebenstreit (Pfarrer)
Johann Baptist Hebenstreit (* 13. April 1548 in Augsburg; † 26. November 1593 in Lauingen (Donau)) war ein deutscher evangelischer Pfarrer.

## Leben
Hebenstreit war 1565 in Jena und 1569 in Tübingen immatrikuliert. Dort machte er seinen Magister. 1577 war er Diakon der Barfüßerkirche in Augsburg. Von 1585 bis 1986 war er Pfarrer der Heilig-Kreuz-Kirche. 1586 wurde er wegen des Konflikts um die Einführung des gregorianischen Kalenders, dem sogenannten Augsburger Kalenderstreit, entlassen, danach lebte er in Lauingen.
Sein gleichnamiger Sohn wurde Gymnasialrektor in Lindau und später in Ulm.

## Schriften (Auswahl)
- Christliche Treuhertzige Bußpredig/ Auß dem XXXIII. Capitel/ deß Propheten Ezechielis. Leonhard Reinmichel, Lauingen 1586.
- Ein Christenliche Leichpredig genomen auss dem schönen Trostspruch dess 116. Psalmen Davids. Leonhard Reinmichel, Lauingen 1589.
- Ficus Germana. Das ist: Zwo Christeliche Predigen/ von dem Teutschen Feigenbaum: genommen auß der gleichnuß unsers HERRn und Heilands Christu Luce 13. Leonhard Reinmichel, Lauingen 1590.
- Ein Christenliche Trostpredigt/ von der Heiligen und allgemeinen Christen frewd in dem Newgebornen Christkindlein/ Jesu dem Herren/ allen betrübten frommen Christen in Augspurg/ vnd sonsten/ nutzlich zulesen. Leonhard Reinmichel, Lauingen 1590.
- Wuchentlich Betbuch: Das ist: Siben fürnemer christlicher Gebet, auff die siben tag in der Wochen, menigklich zu täglichem gottseligem gebrauch gestellet. Leonhard Reinmichel, Lauingen 1591, 138 Seiten. (Neuauflage bei Winter, Lauingen 1605)
- Alt vnd Newe Jars Predig/ jnnhalts: Wie die liebe Christen/ neben dem gebrauch des ordenlichen Predigampts/ anhörung reiner Predigen/ und andächtiger niessung deß hochwürdigen Abendmals JEsu Christi/ auch daheimb … Leonhard Reinmichel, Lauingen 1592.
- Hoffarts Spiegel: Auß dem Spruch I. Petri 5. allen Christen zu gutem poliret. Leonhard Reinmichel, Lauingen 1593.